# Angelė Rupšienė
Angelė Jankūnaitė, coniugata Rupšienė (Vilnius, 27 giugno 1952), è un'ex cestista sovietica.

## Carriera
Con l'Unione Sovietica ha disputato due edizioni dei Giochi olimpici (Montréal 1976, Mosca 1980), due dei Campionati mondiali (1971, 1975) e tre dei Campionati europei (1972, 1976, 1978).